# Xã Cascade, Quận Dubuque, Iowa
Xã Cascade (tiếng Anh: Cascade Township) là một xã thuộc quận Dubuque, tiểu bang Iowa, Hoa Kỳ. Năm 2010, dân số của xã này là 1.135 người.